# 俠盜獵魔系列
《俠盜獵魔》（Manhunt）是一款以匿蹤為主的心理恐怖電子遊戲，由Rockstar North和其他Rockstar旗下工作室開發，Rockstar Games負責發行。2003年發行的《俠盜獵魔》是本系列的第一款作品，續作《俠盜獵魔2》在2007年推出。遊戲的英文原名來自執法單位常用的術語，意為全力搜索和追捕危險的逃犯。截至2008年3月26日止，《俠盜獵魔》系列在全球共售出170萬套。
本系列的遊戲性融合了匿蹤與心理恐怖的要素，並以第三人稱的視角進行遊戲。作品中的圖像暴力引起了諸多爭議。與許多其他的Rockstar Games作品相同，《俠盜獵魔》屬於故事選系列類型，兩部作品之間的故事並無關聯。然而兩部作品的主角都有著黑暗的過去，他們也都試著要從極度危險和異常的情況中逃脫。反派角色則都是曾經背叛主角的人物。
《芝加哥論壇報》曾將《俠盜獵魔》系列為電子遊戲界帶來的文化衝擊與電影《發條橘子》並論比較。

## 歷史

### 《俠盜獵魔》
《俠盜獵魔》的主角詹姆士·厄爾·凱許（James Earl Cash）是一名等待處決的死刑犯，他被一名地下導演逼迫參與一系列真實虐殺電影的拍攝。
雖然《俠盜獵魔》受到評論家的普遍讚揚，但在紐西蘭遭到查禁。此外，《俠盜獵魔》曾在英國傳出與一起謀殺案件有關，但最後警方確認了作品與實際上的罪案並無關聯。

### 俠盜獵魔2
《俠盜獵魔2》的故事主角是兩名從迪斯摩精神病院（Dixmor Asylum）逃脫的罪犯－丹尼爾·蘭巴（Daniel Lamb）和里奧·卡斯柏（Leo Kasper）。故事以兩人試圖拼湊出丹尼爾的過去展開，同時從神秘組織「計劃」（The Project）的追緝中逃脫。
《俠盜獵魔2》最初預計於2007年7月在北美洲與歐洲地區上市，但作品在英國、義大利和愛爾蘭申請內容分級時遭到駁回，且在美國國內被評定為「Adults Only」（AO，僅限成人）的分級，因此Take-Two Interactive（Rockstar的母公司） 決定將遊戲暫緩推出。由於索尼和任天堂禁止「Adults Only」的作品在自家主機上推出，也造成了這款遊戲無法在美國上市。 針對這起事件，Rockstars決定修改遊戲內容，對遊戲的處決場景噴霧模糊處理，並移除了計分系統。修剪後的版本被娛樂軟件分級委員會（ESRB）評為「M」（成熟）分級，於2007年10月29日在美國上市。然而英國電影分級委員會（BBFC）依然拒絕為修剪後的版本進行分級評議。Rockstar對這項決定提出上訴抗議，最後影片上訴委員會投票同意讓遊戲以18歲以上限定的分級上市銷售。

## 續作
對於《俠盜獵魔》系列的後續作品一直有著許多臆測，其中包括《俠盜獵魔3》將於PlayStation 3上推出，並將搭配使用PlayStation Move體感操作系統。然而Take Two嚴正否認了一切傳言。
2007年10月，MTV的托提洛（Stephen Totilo）向Rockstar Games製作人巴瑞拉（Jeronimo Barrera）詢問是否會在未來的《俠盜獵魔》作品中加入多人遊玩模式，例如將遊戲加入Rockstar Games Social Club。當時巴瑞拉看似贊同了這項建議。
|  | 這是個非常有趣的問題⋯⋯誰知道接下來《俠盜獵魔》系列會走向何方？而這點當然是值得我們在未來探索的方向。 |

## 資料來源
1. ↑   (PDF). Take-Two Interactive: 15. 26 March 2008  [2019-01-05]. （原始内容 (PDF)存档于2008-04-08）.
2. ↑  Levi Buchanan. . Chicago Tribune. November 23, 2003  [2012-11-08]. （原始内容存档于2013-03-14）.
3. ↑  給予《俠盜獵魔》正面評價的媒體來源包括：
  - . GameRankings.   [2011-06-01]. （原始内容存档于2019-12-09）.
  - . GameRankings.   [2011-06-01]. （原始内容存档于2019-12-09）.
  - . GameRankings.   [2011-06-01]. （原始内容存档于2019-12-09）.
  - . Metacritic.   [2011-06-01]. （原始内容存档于2020-11-13）.
  - . Metacritic.   [2011-06-01]. （原始内容存档于2020-11-15）.
  - . Metacritic.   [2011-06-01]. （原始内容存档于2020-10-02）.
  - Douglass C. Perry. . IGN. 28 November 2003  [2007-02-26]. （原始内容存档于2012-02-24）.
  - Andrew Reiner. . Game Informer.   [2007-12-13]. （原始内容存档于2008-02-02）.
  - . Edge.   [2012-11-22]. （原始内容存档于2013-04-03）.
  - . 1UP.com.   [2007-02-26]. （原始内容存档于2012-12-05）.
4. ↑  . BBC. 5 August 2004  [2007-02-27]. （原始内容存档于2012-02-24）.
5. ↑  . BBC. 3 September 2004  [2010-09-02]. （原始内容存档于2012-02-24）.
6. ↑  Brendan Sinclair. . GameSpot. 2007-06-21  [2010-09-02]. （原始内容存档于2012-02-24）.
7. ↑  Brendan Sinclair. . GameSpot. 2007-06-20  [2012-11-29]. （原始内容存档于2013-03-14）.
8. ↑  Stephen Tolito. . MTV. 29 October 2007  [2012-11-27]. （原始内容存档于2012-11-27）.
9. ↑  Susan Arendt. . Wired. 2007-08-24  [2010-09-02]. （原始内容存档于2013-12-03）.
10. ↑  Rob Burman. . IGN. 2007-10-08  [2012-11-27].
11. ↑  . British Board of Film Classification.   [2012-11-27]. （原始内容存档于2012-11-24）.
12. ↑  . Gofanboy.   [2012-03-28]. （原始内容存档于2012-03-16）.
13. ↑  . Project Manhunt.   [March 28, 2012]. （原始内容存档于2019-03-06）.

## 外部連結
- 《俠盜獵魔》官方網站 （页面存档备份，存于）
- 《俠盜獵魔2》官方網站 （页面存档备份，存于）